# Ogrličasti pingvin
Ogrličasti pingvin (lat. Pygoscelis antarcticus) je vrsta pingvina iz roda Pygoscelis. Dobio je ime po tankoj crnoj crti ispod brade, koja nalikuje ogrlici. Prvi put je opisan 1781. godine. 

## Opis
Ogrličasti pingvini dugi su oko 68 cm. Koristeći krila kao peraje, ogrličasti pingvini razvijaju brzinu ronjenja do tridesetak kilometara na sat, što nije mnogo u odnosu na druge pingvine, i rijetko rone dublje od 60 metara. Iz vode izlaze na kopno koristeći i noge i krila. Po ponašanju spadaju među agresivnije pingvine.
Uglavnom se hrane krilom, ali i ribom i drugih manjim morskim životinjama. Hranu obično traže u blizini obale. Ogrličasti pingvini broje oko 13 milijuna jedinki. Prosječni životni vijek iznosi 15 do 20 godina.

## Razmnožavanje
Gnijezda grade na kopnu, koristeći okruglo kamenje. U sezoni uglavnom nose po dva jajeta, i oba roditelja ih paze podjednako, smjenjujući se svakih 5 do 10 dana.
Mladi se izlegnu iz jaja nakon oko 35 dana i u gnijezdu ostaju 20-30 dana. Kada su stari 50 do 60 dana nastupa mitarenje.

## Projekti
|  | Zajednički poslužitelj ima još gradiva o temi Ogrličasti pingvin |